# جرل شریف
جرل شریف (به انگلیسی: Jarral Shareef) یک منطقهٔ مسکونی در پاکستان است که در ناحیه ابوت‌آباد واقع شده‌است. جرل شریف ۷٬۰۰۰ نفر جمعیت دارد.